# Пети конгрес СК Босне и Херцеговине
Пети конгрес Савеза комуниста Босне и Херцеговине одржан је од 9. до 11. јануара 1969. у дворани Радничког универзитета „Ђуро Ђаковић” у Сарајеву. Конгресу је присуствовало 612 делегата.
Конгрес је отворио Цвијетин Мијатовић председник Извршног комитета ЦК СК Босне и Херцеговине, након чега је изабрано радно председништво Конгреса и увојен дневни ред — 1. Извештај о раду ЦК СК Босне и Херцеговине између Четвртог и Петог конгреса и извештај Контролне и Ревизионе комисије, 2. Реферат о наредним задацима СК Босне и Херцеговине, 3. Резолуција о наредним задацима СК Босне и Херцеговине, 4. Предлог Статута СК Босне и Херцеговине, 5. Избор органа СК Босне и Херцеговине, 6. Избор кандидата за чланове органа СКЈ из редова СК БиХ и 7. Разно. Делегате конгреса испред Централног комитета СКЈ поздравио је Едвард Кардељ.
Током првог дана Конгреса Цвијетин Мијатовић подено је Реферат о наредним задацима Савеза комуниста Босне и Херцеговине, након чега је рад настављен у шест комисија — Комсији за деловање Савеза комуниста на даљем развоју самоуправних друштвено-економских односа; Комисији за идејно-политичку активност Савеза комуниста у области образовања, културе и науке; Комисији за друштвено-економска и идејно-политичка кретања на селу; Комисији за развој и реорганизацију Савеза комуниста Босне и Херцеговине и Комисији за рад Савеза комуниста на даљем јачању и развоју међунационалних односа и међурепубличке сарадње. Другог дана Конгреса донета је једногласна одлука да се Јосип Броз Тито предложи за председника СКЈ на предстојећем Деветом конгресу СКЈ и усвојен је Статут Савеза комуниста Босне и Херцеговине. За председника Централног комитета СК Босне и Херцеговине предложен је Цвијетин Мијатовић, а за секретара Секретаријата ЦК СК БиХ Нијаз Диздаревић.
Последњег дана рада Конгрес је изабрао кандидате и чланове свих руководстава и органа СК Југославије — кандидати за Председништво СКЈ из СК БиХ, кандидати за стални део Конференције СКЈ, Статутарну и Надзорну комисију СКЈ, као и кандидати за чланове свих руководстава органа СК Босне и Херцеговине — кандидати за чланове Централног комитета СК Босне и Херцеговине, кандидати за стални део Конференције СК БиХ, Статутарну и Надзорну комисију СК БиХ. За кандидате за чланове Председништва СКЈ предложени су — Ратко Дугоњић, Бранко Микулић, Хамдија Поздерац, Станко Томић и Бошко Шиљеговић. На завршној пленраној седници  усвојена је Резолуција о даљим задацима Савеза комуниста Босне и Херцеговине, коју је образложио Бранко Микулић.

## Централни комитет
Чланови Централног комитета Савеза комуниста Босне и Херцеговине изабрани на Петом конгресу СК Босне и Херцеговине 11. јануара 1969. године:
1. Мато Андрић
2. Живко Бабић
3. Винко Бакула
4. Јелица Благојевић
5. Ивица Блажевић
6. Бранко Боснић
7. Раде Галеб
8. Хасан Грабчановић
9. Јовица Грковић
10. Абаз Дероња
11. Нијаз Диздаревић
12. Петар Додик
13. Мирослав Ђого
14. Хајрудин Ђулбић
15. Хрвоје Иштук
16. Бекто Зоњић
17. Тиџа Карабег
18. Алија Латић
19. Сретен Лопандић
20. Милан Ловрић
21. Сеид Маглајлија
22. Неђо Мандић
23. Мунир Месиховић
24. Нико Михаљевић
25. Цвијетин Мијатовић
26. Марко Мусић
27. Мехмед Мутевлић
28. Петар Ореч
29. Фердо Палац
30. Радмила Праштало
31. Даница Раковић
32. Лука Рељић
33. Миланко Реновица
34. Лазар Савичић
35. Вехи Смајловић
36. Угљеша Стевић
37. Ариф Тановић
38. Кемал Тарабар
39. Ахмед Ћатић
40. Тахир Хаџић
41. Фрањо Херљевић
42. Есад Хорозић
43. Хиба Чехајић
44. Саво Чечур
45. Милан Шкоро

## Стални део Конференције СК БиХ
Чланови Сталног дела Конференције СК БиХ изабрани на Петом конгресу СК Босне и Херцеговине 11. јануара 1969. године:
1. Ђеад Бабовић
2. Ферида Балвановић
3. Божо Беванда
4. Хатина Бешлагић
5. Војин Бијелић
6. Стипе Билан
7. Ђорђе Благојевић
8. Коста Бојиновић
9. Сеад Бркић
10. Захид Букуревић
11. Олга Видовић
12. Анте Врдољак
13. Душан Вукић
14. Ђавид Гунић
15. Фелиx Горски
16. Марко Грабовац
17. Максимилијан Грубелић
18. Хасан Дервишбеговић
19. Стјепан Додиг
20. Фехим Дурак
21. Ахмет Џубо
22. Осман Ђикић
23. Михајло Ђоновић
24. Равиојла Јовић
25. Светко Качар
26. Јово Керкез
27. Сена Кевчић
28. Исмет Кресо
29. Неда КОвачевић
30. Неђо Ковачевић
31. Илија Крталић
32. Никола Лемешевић
33. Исмет Маглајлија
34. Миљан Мандић
35. Викториа Матијевић
36. Радмила Матић
37. Дане Маљковић
38. Јосип Марловић
39. Саво Мијић
40. Милош Милаковић
41. Драго Миличић
42. Џемал Муминагић
43. Мирко Мудринић
44. Љубо Нинковић
45. Миленко Остојић
46. Александар Пелеш
47. Никола Продановић
48. Анто Прогомет
49. Елизабета Ристић
50. Јово Ристић
51. Анто Рубин
52. Васо Радић
53. Асим Сарајлија
54. Сана Салаховић
55. Меша Селимовић
56. Ивица Сваток
57. Никола Стипић
58. Хусејн Тахмишчић
59. Драгиша Танасковић
60. Ређо Терзић
61. Људевит Томић
62. Есад Хаџикадунић
63. Адем Херцеговац
64. Рефик Хукић
65. Сеид Хуковић
66. Шериф Чавкић
67. Јелена Чишић
68. Ђорђе Шешлија
69. Дмитар Шобот
70. Бранко Шотра